# 7Ray
7Ray, bürgerlich Rene Probst, ist ein österreichischer Musiker. Er schrieb mehrere Titelsongs für Hollywood-Filme.

## Musikalischer Werdegang
7Ray, geboren in Österreich, begann im Alter von zwölf Jahren, als Sänger und Gitarrist in verschiedenen Bands zu spielen. Mit der Band Badertempelhof gewann er mehrere Nachwuchswettbewerbe, darunter den steirischen Bandwettbewerb. Dies führte zu einem Plattenvertrag mit Ariola und der Produktion einer Single.
Nach einem Studium im Bereich Jazz gründete er die Band Tim Tim, welche einen Plattenvertrag bei EMI bekam. In der Band fungierte er als Bandleader, Gitarrist und Produzent. Mit dem Album Under The Sun konnten insgesamt vier Top-Ten-Platzierungen in den Musikcharts erreicht werden, darunter der Nummer-1-Hit Underneath the Mango tree mit Gold-Status, bekannt aus dem Film James Bond jagt Dr. No als Reggae-Version. Es folgten Live-Auftritte auf verschiedenen Festivals. Infolgedessen wurde ihm der Titel Offizieller Botschafter der School of Art von Bob Marley zuteil.

## Solokarriere
Auf eigenen Wunsch verließ 7Ray die Band Tim Tim im Jahr 1998. Im Jahr 2002 benannte er sich in „7Ray“ um. Ab diesem Zeitpunkt arbeitet er mit Robert Ponger zusammen. Zwischenzeitlich trat 7Ray als Solokünstler im Rat-Pack-Stil in Begleitung eines Jazzquartetts und verschiedener Big Bands auf.

### Künstlername7Ray
Sein Pseudonym steht nach eigener Aussage für die sieben Spektralfarben und die sieben Chakras, Hauptenergiezentren des Menschen. Die Sieben steht für „sieben Grundwerte des Menschen“: Liebe, Freude, Friede, Freiheit, Respekt, Geduld und Selbstvertrauen.

### Somewhere in a Scarlet Sky
Im Mai 2009 entstand das erste Album. An vielen Titeln war Steve van Velvet beteiligt. Zwei Songs des Albums steuerte 7Ray für den Soundtrack des Hollywood-Films The Informers bei. Im Juli 2013 wurde das Album Somewhere in a Scarlet Sky über die Plattenfirma 7us media group veröffentlicht.

### Soundtracks zu Hollywood-Filmen
2010 schrieb 7Ray den Titelsong Unthinkable für den gleichnamigen Thriller Unthinkable. Produziert und aufgenommen wurde der Song mit Uwe Fahrenkrog-Peterson und Jean Beauvoir.
2012 erschien der Song Everyone knows it, produziert und komponiert von Steve van Velvet. Er ist Titelsong für den Thriller Leashed.